# 中山家範
中山 家範（なかやま いえのり）は、戦国時代から安土桃山時代にかけての武将。父は丹党加治氏一族の中山家勝。北条氏照の家臣。通称は勘解由左衛門、助六助。諱は吉範とも。子に中山照守、常陸水戸藩附家老の中山信吉。
父家勝は武蔵飯能の豪族で、山内上杉氏の家臣だったが、のち後北条氏へ仕えた。主君氏照の元で勇戦し、その武名は関東一円に轟いた。
天正元年（1573年）、亡父家勝を弔うため、小庵であった武陽山能仁寺を菩提寺として建立した。
天正18年（1590年）6月23日、豊臣秀吉による小田原攻めの折に八王子城へ篭城し、前田利家の助命を拒み、後北条家への節義を果たして討死にした。享年43。
後に名将中山家範の名を惜しんだ徳川家康により、子の中山照守と中山信吉が取り立てられた。